# あの鐘を鳴らすのはあなた
「あの鐘を鳴らすのはあなた」（あのかねをならすのはあなた）は、1972年3月25日に発売された和田アキ子の11枚目のシングル。

## 概要
和田の所属事務所・ホリプロダクション（現・ホリプロ）の社長（当時）の堀威夫が、日本レコード大賞の歌唱賞を取るのにふさわしい曲を、ということで作詞家の阿久悠に作詞を依頼した。堀は「ケ・サラ」（ホセ・フェリシアーノ版が日本でヒット）のようなイメージの曲をと頼んだが、阿久は「人生」という語り口はどうかと思い、時代と孤独をテーマに作詞した。そして、見事和田は第14回日本レコード大賞最優秀歌唱賞を受賞。現在も多くの世代から支持されており、自他共に認める彼女の代表曲となる。
サビの歌詞に登場する「砂漠」は東京のことを指している。また、タイトルにある「あなた」にはモデルがいるわけではなく、和田が今まで出逢ってきた人達全てとの意味を込めて阿久が書いた言葉である。
レコード大賞最優秀歌唱賞受賞発表のとき、和田は感極まりたまたま近くにいた沢田研二の腕を掴み一緒にステージまで行き、歌っている最中も感動の涙でメイクが落ちたことによって「黒い涙」が流れ落ちた。和田の号泣ぶりと沢田のオロオロした姿が後にレコード大賞史に残る名シーンとして紹介されている。後日、和田は「（司会の）高橋圭三さんが『あの鐘…』と言った瞬間、頭が真っ白になってしまった。私はジュリーが大阪のナンバ一番で歌っていた時から仲良しだったのと、私の腕力が強すぎて逆らえなかったのでしょう。」と振り返っている。
和田と大合唱団の共演歌唱が似合う曲だが、一方で和田はサビの独唱から入る新しいスタイルも披露している。
NHK『NHK紅白歌合戦』で、1991年・第42回、1994年・第45回、1999年・第50回、2004年・第55回、2007年・第58回、2011年・第62回と6回歌唱しており、第42回と第50回は紅組トリで歌唱した。しかし、本曲を発表した1972年・第23回では、レコード大賞最優秀歌唱賞を受賞していながら歌唱されなかった（「孤独」を歌唱）。
1991年、CMソングに起用されることがきっかけで、「あの鐘を鳴らすのはあなた〈New Version〉」（大谷和夫 編曲）として再録音されている（シングル「よくやるね」のカップリング曲として収録）。以後発売されるベスト盤などのCDでは、オリジナル音源と再録音の音源がランダムに収録されている。
1995年、阪神・淡路大震災直後に急遽放送されたNHKの被災者激励音楽番組のエンディングでも歌われた（和田自身が歌唱）。
2005年、『第56回NHK紅白歌合戦』の出場者選考の参考アンケートとしてNHKが実施した「スキウタ〜紅白みんなでアンケート〜」では紅組37位にランクインした。
2006年4月26日、12cmCDで再発売された。
2006年度の日本音楽著作権協会（JASRAC）の著作権使用料分配額（国内作品）ランキングで年間9位を獲得した。
2007年8月に本楽曲の作詞者・阿久悠が逝去した際には、阿久の名作と評され、前述にもあるが阿久への追悼として『第58回NHK紅白歌合戦』でも歌唱した。
2008年6月15日に日本テレビで放送された『ダウンタウンのガキの使いやあらへんで!!』の「クイズ和田アキ子の500のコト前編」に出演した和田は、サザンオールスターズの桑田佳祐にカバーしてほしいとの願いを語った。そして同年11月30日 - 12月2日開催のAAAのライブイベント『昭和八十三年度!ひとり紅白歌合戦』での大トリで桑田がカバー、上述の願いが叶った形になった（桑田はこの歌を歌う際、和田に許可を取ったという）。
2010年3月22日、阿久の出身地である兵庫県洲本市五色町（淡路島）の複合公園『ウェルネスパーク五色・高田屋嘉兵衛公園』に、この曲をモチーフとした阿久の顕彰モニュメント『愛と希望の鐘』が設置され、和田や作曲の森田公一らとともに除幕式が行われた。
2011年3月11日に発生した東北地方太平洋沖地震（東日本大震災）の被災者支援の義援金の募金活動の一環として、同年3月17日にホリプロが、『あの鐘を鳴らすのはあなた基金』を創設した。
2015年3月22日から、JR西日本大阪環状線の天王寺駅（大阪市天王寺区）の発車メロディに採用されている。同駅の近くにある四天王寺が除夜の鐘で知られていることに因んでいる。なお、天王寺駅は和田の出身地域の最寄駅ではないが、和田は大阪市天王寺区舟橋町（上町台地を下った場所。舟橋町の最寄駅は天王寺区と生野区との境界線上にある鶴橋駅）出身である(因みに育った地は鶴橋駅の１つ京橋・大阪寄りの玉造駅付近だったとのこと)。
発売当時はオリコン53位と必ずしも大ヒットしたとは言えないが、現在も人気作品であり、オリジナル7インチシングル盤の価格が中古市場で価格高騰する傾向にある。

## 収録曲

### 1972年オリジナル盤
- 全曲作詞：阿久悠／作曲・編曲：森田公一

1. あの鐘を鳴らすのはあなた
2. 誰もいない朝

### 2006年12cmシングル盤
『あの鐘を鳴らすのはあなたたち』のタイトルで2006年4月26日に発売された和田アキ子の79枚目のシングル。様々なバージョンの「あの鐘を鳴らすのはあなた」を収録。
1. あの鐘を鳴らすのはあなた (JAZZTRONIK REMIX)
2006年3月発売のアルバム「リズム&ブルースの女王」に収録されたJazztronikによるリミックス。
2. あの鐘を鳴らすのはあなた (Reggae Disco Rockers Remix)
2005年12月発売のアルバム「ラガアキコ」収録のレゲエテイストのリミックス。
3. あの鐘を鳴らすのはあなた
編曲は小西康陽。小西がプロデュースしたセルフカバーアルバム「(株)ワダアキコ」に収録されたバージョン。
4. あの鐘を鳴らすのはあなた (New Version)
1991年発表のリメイクバージョン。
5. あの鐘を鳴らすのはあなた (Original Version)
1972年発表のオリジナルバージョン。
6. あの鐘を鳴らすのはあなた (Original Version カラオケ)

## 作品等への起用
- 1991年、「あの鐘を鳴らすのはあなた〈New Version〉」がリクルート『就職ジャーナル』のキャンペーンソングに起用された。
- 1993年、「金曜10時!うわさのチャンネル!!」で共演したプロレスラー、ザ・デストロイヤーの引退試合で、オリジナルバージョンが退場時のテーマとして使用された。
- 2002年、TBS系列のテレビドラマ『木更津キャッツアイ』の第3話より、余命半年を宣告された主人公の父親役を演じる小日向文世によって、本楽曲が歌唱された。
- 2005年、サンボマスターによってカバーされたものが、『ジョージア』のCMに起用された。
- 2008年、クレイジーケンバンドによってカバーされたものが、映画『歓喜の歌』の主題歌として使用された。
- 2012年、フジテレビ系列のドラマ『カエルの王女さま』の第1話と第10話では、主演の天海祐希によって、本楽曲が歌唱された。
- 2012年、徳永英明によってカバーされたものがトヨタの企業CMで挿入歌に起用された[6]。

## 「あの鐘を鳴らすのはあなた」のカバー
- 朱里エイコ（1973年、LP『ジェット最終便』に収録）
- 佐良直美（1978年、LP『君の唇に色あせぬ言葉を ～阿久 悠 作詞集 1978』に収録）
- What's Love?（2001年、シングル）
- サンボマスター（2005年、シングル「全ての夜と全ての朝にタンバリンを鳴らすのだ」に収録）
- TAEKO（2005年、シングル）
- Helen Shapiro（2007年7月30日、音楽配信『会いたい』に「Arms of Another」として英詞版にて収録）
- 大友康平（2008年、アルバム『J-STANDARD 70's』に収録）
- クレイジーケンバンド（2008年、デジタル・ダウンロード限定で発売。のちに阿久悠の作詞作品を集めたCD-BOX『続・人間万葉歌』に収録）
- 桑田佳祐（2008年、AAAのライブイベントで歌唱、2009年発売のライブビデオ『昭和八十三年度!ひとり紅白歌合戦』に収録）
- ミトカツユキ（2009年、アルバム『love Messenger~cover Songs~』に収録）
- ゴスペラーズ（2010年、アルバム『歌鬼3〜阿久悠×青春のハーモニー〜』に収録）
- 徳永英明（2010年、アルバム『VOCALIST 4』に収録）

2010年と2011年の年末音楽番組『FNS歌謡祭』で、和田アキ子×徳永英明として歌われた。
- 小金沢昇司（2010年、アルバム『小金沢昇司 ベストセレクション2010』に収録）
- ASKA（2010年、「ASKA CONCERT TOUR 10>>11 FACES」、2012年、「ASKA CONCERT2012 昭和が見ていたクリスマス!? Prelude to The Bookend」にて歌唱、のちに発売された同名のライブDVD・Blu-ray Discに収録）
- 今陽子（2011年、アルバム『Love Seasons ～恋の季節たち～』に収録）
- 岩崎宏美（2014年、アルバム『Dear Friends VII 阿久悠トリビュート』に収録）
- つるの剛士（2016年、カバーアルバム『つるのうた3.5』に収録[7]）
- MAN WITH A MISSION（2018年、トリビュート・アルバム『アッコがおまかせ ～和田アキ子50周年記念トリビュート・アルバム～』に収録）
- 石丸幹二（2024年、カバーアルバム『with FRIENDS』に収録。伊賀拓郎（オルガン））